# Esbjergmotorvejen
De Esbjergmotorvejen (Nederlands: Esbjergautosnelweg) is een autosnelweg in Denemarken die Kolding met Esbjerg verbindt. Bij Kolding sluit de Esbjergmotorvejen aan op de Sønderjyske Motorvej.
Administratief is de Esbjergmotorvej bekend onder het nummer M52. Op de bewegwijzering wordt echter het Europese wegnummer gebruikt waarvan de Esbjergmotorvejen een onderdeel is, E20.

## Geschiedenis
De Esbjergmotorvejen is tussen 1996 en 1998 geopend ter vervanging van de oorspronkelijke Sekundærrute 191. Het laatste deel van de autosnelweg, tussen Esbjerg en Esbjerg-Haven, is in 2012 geopend.